# Chrysasura
Chrysasura is een geslacht van vlinders van de familie spinneruilen (Erebidae), uit de onderfamilie Arctiinae.

## Soorten
- C. flavopunctata Bethune-Baker, 1904
- C. leopardina Rothschild, 1913
- C. meeki Rothschild, 1916
- C. postvitreata Rothschild, 1920
- C. wollastoni Rothschild, 1916